# Bad (singolo David Guetta)
Bad è un singolo del DJ francese David Guetta e dell'olandese Showtek, ft. Vassy. È stato pubblicato il 17 marzo 2014 come secondo singolo dell'album Listen. È stato scritto e prodotto da Guetta, Showtek, Sultan & Ned Shepard, e Manuel Reuter ed è stato co-scritto da Giorgio Tuinfort, Ossama Al Sarraf, Vassy, e Nick Turpin.

## Video musicale
Il video musicale è su entrambi gli account YouTube e VEVO di David Guetta. Ha una durata di 2 minuti e 50 secondi. È stato pubblicato il 10 aprile 2014.
Il video inizia con una ragazza che combatte gli zombie mentre danzano. Rendendo omaggio a Thriller di Michael Jackson. Improvvisamente, si innamora di uno degli zombie che va da lei, e i due scappano dai militari che li stanno inseguendo.

## Tracce
Download digitale
1. "Bad" (featuring Vassy) (Extended Mix) – 4:30

Download digitale - radio edit
1. "Bad" (featuring Vassy) (Radio Edit) – 2:50

## Classifiche

### Classifiche di fine anno
| Classifica (2014)                | Posizione |
| -------------------------------- | --------- |
| Australia                        | 59        |
| Danimarca (Tracklisten)          | 22        |
| Germany (Official German Charts) | 55        |
| Italia                           | 62        |